# Slatina, Kungota
Slatina este o localitate din comuna Kungota, Slovenia, cu o populație de 77 de locuitori.